# AVĪCI (01)
AVĪCI (01) es el título del extended play del DJ y productor discográfico sueco Avicii. Fue lanzado a través de Avicii Music el 9 de julio de 2016.

## Antecedentes
El 27 de junio de 2017, Rita Ora cantó una versión semi-acústica de "Lonely Together" en un evento privado en Annabel en Londres. A partir del 13 de julio, Avicii compartió fragmentos de un minuto en Instagram de las canciones Lonely Together, Friend of Mine y Without You, con la leyenda de que nueva música se acercaba pronto y usando los títulos de las canciones como hashtags.
El 3 de agosto, Avicii anunció el lanzamiento del EP en sus redes sociales con un video sobre su salida de los escenarios en 2016, y por cada día previo al lanzamiento, subió teasers de cada pista del EP a su cuenta de Instagram y de Twitter.
En una entrevista con Pete Tong en BBC Radio 1, Avicii declaró: "Es el primer EP de 3, por lo que todo el álbum será lanzado con el tercer EP." También ha dicho: "Estoy muy emocionado de estar de vuelta con la música una vez más. Hace mucho tiempo que no he lanzado nada y hace tanto desde que estaba emocionado por mi nueva música. Mi enfoque en este primer EP Del álbum fue obtener una mezcla de canciones nuevas y viejas: algunos fanes han estado preguntando y esperando que mezclara nuevas canciones, que nunca se han escuchado antes!". Estos planes obviamente se vieron cancelados con el fallecimiento del artista, siendo aun incierto si las partes del álbum que ya estaban terminadas serán lanzadas algún día.

## Lista de canciones
| Descarga digital |                                                     |                                                                             |                                                |          |  |
| N.º              | Título                                              | Escritor(es)                                                                | Productor(s)                                   | Duración |  |
| 1.               | «Friend of Mine» (featuring Vargas & Lagola)        | Michelle Phillips John Phillips Tim Bergling Vincent Pontare Salem Al Fakir | Bergling                                       | 2:39     |  |
| 2.               | «Lonely Together» (featuring Rita Ora)              | Poo Bear Ali Tamposi Bergling Brian Lee                                     | Bergling Benny Blanco Andrew Watt Cashmere Cat | 3:01     |  |
| 3.               | «You Be Love» (featuring Billy Raffoul)             | Hillary Lindsey Nathan Chapman Bergling Billy Raffoul                       | Bergling                                       | 3:27     |  |
| 4.               | «Without You» (featuring Sandro Cavazza)            | Carl Falk                                                                   | Bergling Falk                                  | 3:01     |  |
| 5.               | «What Would I Change It To» (featuring AlunaGeorge) | Bergling Mike Einziger Aluna Francis                                        | Bergling                                       | 2:58     |  |
| 6.               | «So Much Better» (Avicii remix)                     | Bergling Felix Flygare Floderer Carl Silvergran Cavazza                     | Bergling                                       | 2:37     |  |
| 17:43            |                                                     |                                                                             |                                                |          |  |

Notas
- "Lonely Together" cuenta con la voz adicional de Ali Tamposi, Brian Lee, y Andrew Watt.
- "Without You" cuenta con el coro de Carl Falk, Dhani Lennevald, y Marcus Thunberg Wessel.
- "So Much Better" cuenta con la voz adicional de Sandro Cavazza.

## Listas
| Lista                                              | Mejor posición |
| -------------------------------------------------- | -------------- |
| Australia (ARIA)                                   | 14             |
| Austria (Ö3 Austria)                               | 9              |
| Canadá (Billboard Canadian Albums)                 | 14             |
| Dinamarca (Hitlisten)                              | 3              |
| Francia (SNEP)                                     | 57             |
| Irlanda (IRMA)                                     | 32             |
| Italia (FIMI)                                      | 18             |
| Nueva Zelanda (Recorded Music NZ)                  | 34             |
| Suecia (Sverigetopplistan)                         | 1              |
| Suiza (Schweizer Hitparade)                        | 11             |
| Estados Unidos (Billboard 200)                     | 52             |
| Estados Unidos (Billboard Dance/Electronic Albums) | 2              |

## Historial de lanzamientos
| Región        | Fecha                | Formato(s)                 | Discográfica |
| ------------- | -------------------- | -------------------------- | ------------ |
| Todo el mundo | 10 de agosto de 2017 | Digital download streaming | Avicii       |